# David Levin (Eishockeyspieler)
David Levin (hebräisch דוד לוין, * 16. September 1999 in Tel Aviv) ist ein kanadisch-israelischer Eishockeyspieler, der seit 2023 beim HSC Csíkszereda in der rumänischen Eishockeyliga spielt.

## Karriere
David Levin, der als Sohn einer russischstämmigen Mutter und eines lettischstämmigen Vaters in Tel Aviv geboren wurde, begann seine Karriere in Kanada bei den Don Mills Flyers, für die er in der Greater Toronto Hockey League U15 und U16 spielte. 2015 wurde er als erster Draftpick bei der OHL Priority Selection 2015 von den Sudbury Wolves ausgewählt und dafür mit dem Jack Ferguson Award ausgezeichnet. Anschließend spielte er fünf Jahre für die Wolves in der Ontario Hockey League und absolvierte über 250 Partien für das Team. 2020 zog es ihn nach Lettland, wo er für Dinamo Riga in der Kontinentalen Hockey-Liga und den HK Zemgale in der lettischen Liga spielte. Nach kurzen Engagements in Schweden und der Slowakei verbrachte er den Sommer 2022 in seiner israelischen Heimat und gewann mit dem HC Netanya die Sommerliga Israel Elite Hockey League. Anschließend schloss er sich den Nottingham Panthers aus der Elite Ice Hockey League an. Seit 2023 spielt er beim HSC Csíkszereda in der rumänischen Eishockeyliga.

### International
Im Juniorenbereich spielte Levin für das Team Canada Black bei der World U-17 Hockey Challenge 2015. 
Er debütierte bei der Weltmeisterschaft der Division II 2023 in der Herren-Nationalmannschaft der Israelis und lieferte mit sieben Torvorlagen den Bestwert des Turniers. Zudem war er gemeinsam mit dem Georgier Iwan Karelin zweitbester Scorer nach dem Kroaten Borna Rendulić.

## Erfolge und Auszeichnungen
- 2015 Jack Ferguson Award der Ontario Hockey League
- 2022 Gewinn der Israel Elite Hockey League mit dem HC Netanya
- 2023 Bester Vorbereiter bei der Weltmeisterschaft der Division II, Gruppe A

## Statistik
(Stand: Ende der Saison 2022/23)